# Buttenheim

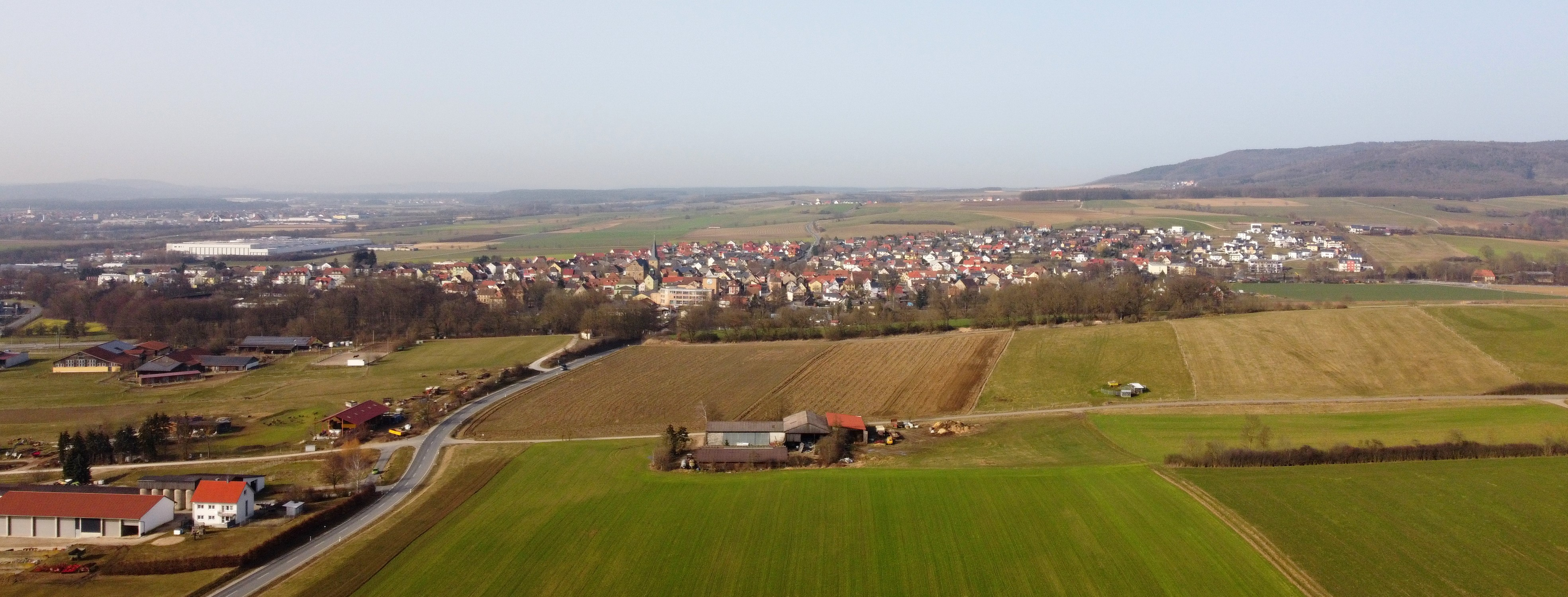
Luftbild von Buttenheim aus Richtung Süden (Februar 2021)

Buttenheim ist ein Markt im oberfränkischen Landkreis Bamberg und liegt im Regnitztal zwischen Bamberg und Nürnberg. Der Hauptort ist der Geburtsort des Jeans-Erfinders Levi Strauss, der von dort aus mit seiner Mutter in die USA auswanderte. Durch den Ort fließt der Deichselbach als ein 11,5 km langer rechter und östlicher Nebenfluss der Regnitz.

## Geographie

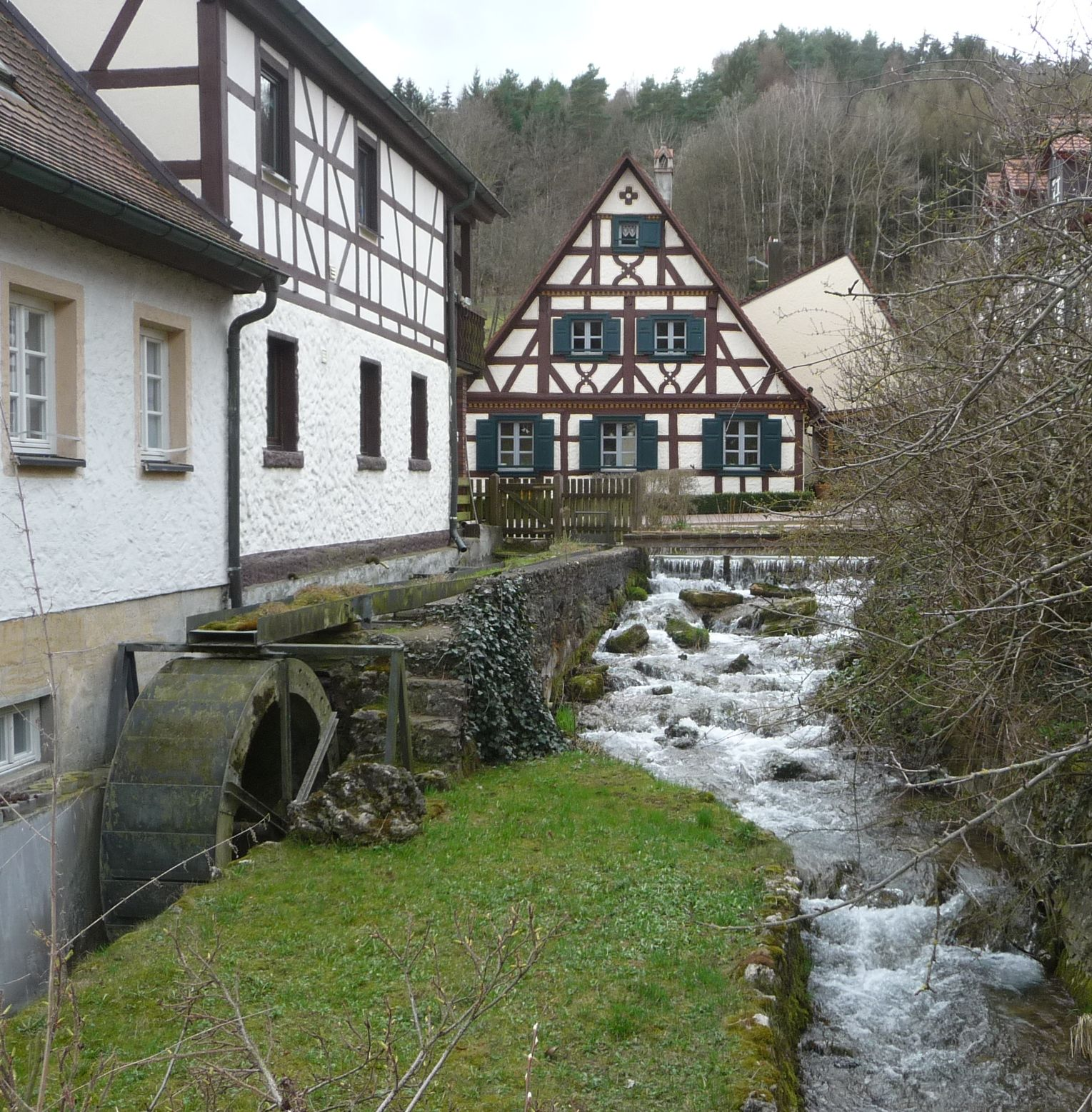
Deichselbach im Ortsteil Frankendorf

### Gemeindegliederung
Es gibt zehn Gemeindeteile (in Klammern sind der Siedlungstyp und Einwohnerzahlen angegeben):
- Buttenheim (Hauptort, 1919)
- Dreuschendorf (Dorf, 323)
- Frankendorf (Dorf, 143)
- Gunzendorf (Kirchdorf, 466)
- Hochstall (Weiler, 29)
- Kälberberg (Weiler, 37)
- Ketschendorf (Dorf, 174)
- Senftenberg (Einöde mit Kirche, 3)
- Stackendorf (Dorf, 259)
- Tiefenhöchstadt (Dorf, 89)

### Nachbargemeinden
Nachbargemeinden sind (von Norden beginnend im Uhrzeigersinn): Strullendorf, Heiligenstadt in Oberfranken, Eggolsheim (Landkreis Forchheim), Altendorf und Hirschaid.

## Geschichte

### Bis zur Gemeindegründung
Buttenheim, „Heim des Botho“, wurde im Jahr 1017 zum ersten Mal urkundlich erwähnt. Der Ort liegt an der Nord-Süd-Verkehrsachse des Regnitztales und wurde wahrscheinlich um 550 gegründet. Während einer Flussfahrt von Forchheim nach Würzburg ordnete Karl der Große 793 an, dass im Regnitzgebiet Kirchen zur Bekehrung der Slawen errichtet werden sollten. Man nimmt an, dass in Buttenheim eine jener 14 Slawenkirchen stand, die im Rahmen der Slawenmission um 800 im Radenzgau erbaut wurden.

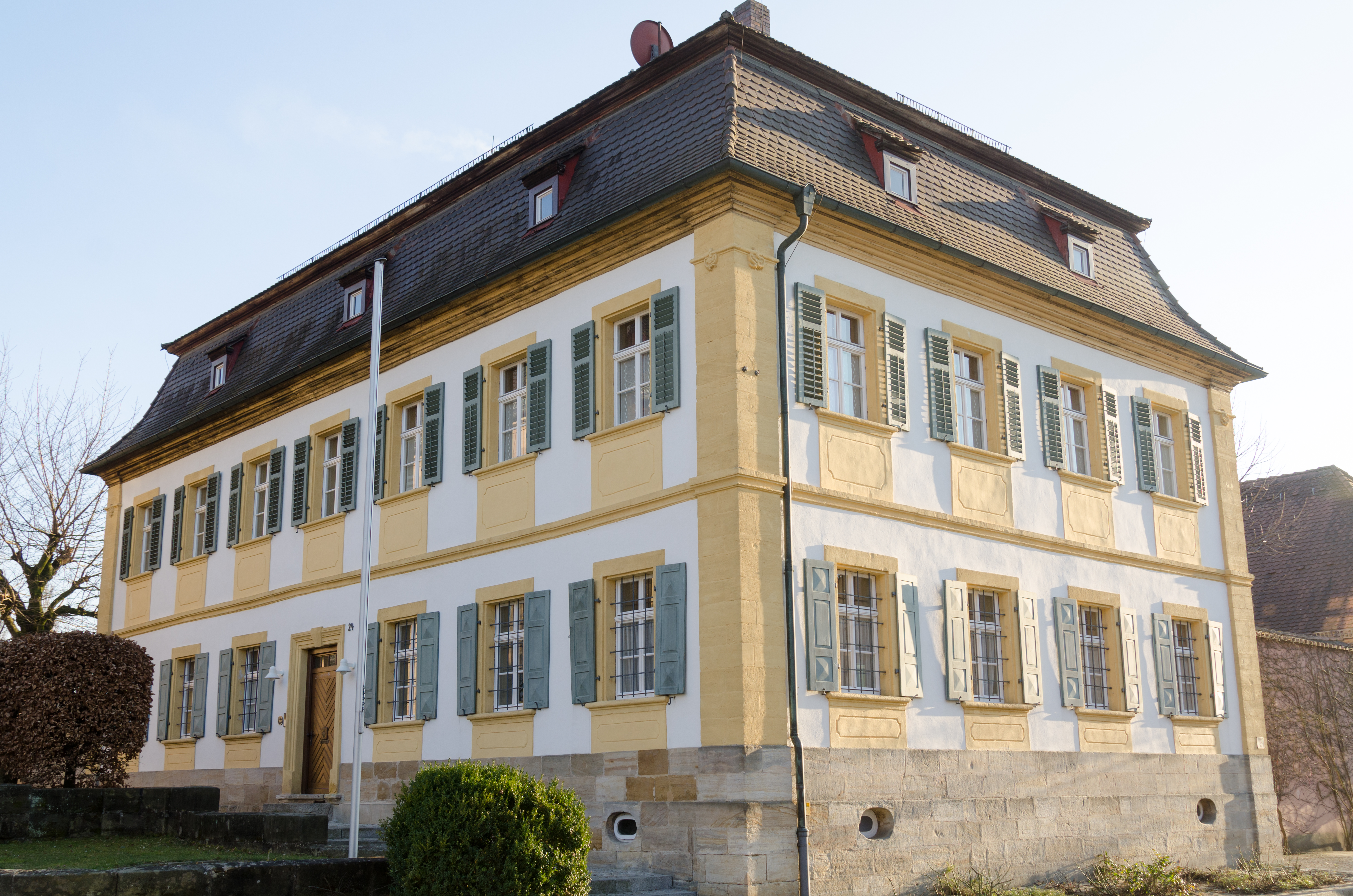
Pfarrhaus in der Hauptstraße

Bis zur Mitte des 17. Jahrhunderts war Buttenheim der wichtigste Ort zwischen Bamberg und Forchheim. Durch Buttenheim führte die alte Handelsstraße von Regensburg über Bamberg/Hallstadt nach Magdeburg. Außerdem führte die Sachsenstraße, eine weitere alte Verbindung, von Westen nach Osten aus dem Steigerwald über Hirschaid weiter in die Fränkische Schweiz. Sie ist zum Teil identisch mit der heutigen Staatsstraße 2260.
Die Herren von Schlüsselberg, die erstmals 1304 erwähnt wurden, waren in Buttenheim ansässig und hatten dort bis 1762 Grundbesitz, das Gericht und die Dorfherrschaft, die später an die Freiherren von Seefried übergingen. Mit der Rheinbundakte 1806 kam der Ort zu Bayern.

### Eingemeindungen
Im Zuge der Gebietsreform in Bayern wurden Frankendorf, Ketschendorf und Tiefenhöchstadt am 1. Januar 1972 eingemeindet. Dreuschendorf und Gunzendorf kamen am 1. Mai 1978 hinzu.

### Verwaltungsgemeinschaft
1978 wurde die Verwaltungsgemeinschaft Buttenheim, bestehend aus Buttenheim und Altendorf, gegründet. Am 1. Januar 2002 wurde diese Körperschaft aufgelöst, seither haben beide Gemeinden eine eigene Verwaltung.

### Einwohnerentwicklung
Im Zeitraum von 1988 bis 2018 wuchs der Markt von 2786 auf 3634 um 848 Einwohner bzw. um 30,4 %.
| Jahr      | 1871 | 1900 | 1925 | 1950 | 1961 | 1970 | 1987 | 1991 | 1995 | 2000 | 2005 | 2010 | 2015 |
| --------- | ---- | ---- | ---- | ---- | ---- | ---- | ---- | ---- | ---- | ---- | ---- | ---- | ---- |
| Einwohner | 2033 | 1847 | 1856 | 2448 | 2378 | 2619 | 2786 | 2844 | 2964 | 3092 | 3271 | 3354 | 3549 |

Die Zahl der Einwohner des Hauptorts nahm im 20. Jahrhundert stärker zu als im übrigen Markt.
| Jahr      | 1871 | 1925 | 1950 | 1970 | 1987 |
| --------- | ---- | ---- | ---- | ---- | ---- |
| Einwohner | 775  | 725  | 1099 | 1422 | 1516 |

## Religion
Laut Zensus am 9. Mai 2011 sind 78,4 % der Einwohner römisch-katholisch und 10,2 % evangelisch-lutherisch. 11,4 % haben eine andere Religion oder sind konfessionslos.

### Jüdische Gemeinde
Die Anwesenheit von Juden ist in Buttenheim bereits im Jahr 1450 nachgewiesen. Nach dem Dreißigjährigen Krieg entstand dort eine der größten jüdischen Gemeinden der Umgebung, im Ort wurde eine Mikwe und 1740 eine stattliche Synagoge erbaut. 1763 lebten 44 jüdische Familien mit etwa 200 Personen in Buttenheim. 1819 wurde der Jüdische Friedhof angelegt. Seit dem 19. Jahrhundert sank die Zahl der jüdischen Einwohner. 1933 lebten noch 18 jüdische Personen im Ort. Aufgrund des wirtschaftlichen Boykotts und weiterer Repressalien wanderten in der Zeit des Nationalsozialismus fast alle jüdischen Einwohner aus. 1937 wurde die Synagoge an eine Brauerei verkauft, 1938 fand auf dem Jüdischen Friedhof das letzte Begräbnis statt. Sechs Juden aus Buttenheim konnten in die Vereinigten Staaten, elf nach Großbritannien emigrieren. Dem Holocaust fielen vermutlich vier in Buttenheim geborene oder längere Zeit im Ort wohnhafte Juden zum Opfer.

## Politik

### Gemeinderat
Dem Gemeinderat gehören 16 Mitglieder an, die sich nach der Kommunalwahl am 16. März 2020 auf folgende Parteien und Wählergemeinschaften verteilen:
| Partei                                        | Stimmenanteil | Sitze | ±   |
| CSU                                           | 18,49 %       | 3     | ± 0 |
| Grüne                                         | 8,24 %        | 1     | + 1 |
| SPD                                           | 3,24 %        | 0     | − 2 |
| Zum Wohle der Gemeinde (ZWdG)                 | 16,57 %       | 3     | + 1 |
| Neue Wählergemeinschaft (NWG)                 | 11,24 %       | 2     | ± 0 |
| Stackendorfer Liste (StL)                     | 7,61 %        | 1     | ± 0 |
| Neue Gunzendorfer Liste (NMGL)                | 6,68 %        | 1     | ± 0 |
| Wählergemeinschaft Dreuschendorf (WG DREU)    | 6,27 %        | 1     | ± 0 |
| Bürgerblock Gunzendorf (BüBl G)               | 6,20 %        | 1     | ± 0 |
| Wählergemeinschaft Tiefenhöchstadt (WG-Tief.) | 5,82 %        | 1     | ± 0 |
| Wählergemeinschaft Frankendorf (WG Fra)       | 5,02 %        | 1     | ± 0 |
| Wählergemeinschaft Ketschendorf (WG-KE)       | 4,61 %        | 1     | ± 0 |
| Wahlbeteiligung: 73,27 %                      |               |       |     |

### Bürgermeister
Erster Bürgermeister ist seit 2014 Michael Karmann (CSU/ZWdG), der bei einem Gegenkandidaten 55,74 % der Stimmen erhielt und 2020 ohne Gegenkandidaten mit 92,79 % wiedergewählt wurde. Sein Vorgänger war seit 1990 Johann Kalb (CSU/ZWdG/NWG), der zuletzt 2008 mit 86,65 % der Stimmen wiedergewählt wurde. Kalb wurde 2014 zum Landrat des Landkreises Bamberg gewählt.

### Gemeindefinanzen
Im Jahr 2017 betrugen die Gemeindesteuereinnahmen 4.516.000 Euro, davon waren 1.766.000 Euro Gewerbesteuereinnahmen (netto).

### Wappen
| Wappen von Markt Buttenheim | Blasonierung: „Gespalten; vorne geteilt von Silber und Schwarz, oben eine wachsende rote Saufeder, hinten unter rotem Schildhaupt in Silber ein senkrechtes blaues Messer.“ |
| Wappen von Markt Buttenheim | Wappenbegründung: Die schwarz-silberne Schildhälfte ist das geminderte Wappen der Herren von Stiebar, die in Buttenheim ansässig waren. Ihr Wappen war geteilt und aus der Teilungslinie wuchs eine rote Schweinsfeder mit goldener Querstange. Die Farben Rot und Silber sind die Farben des Hochstifts Bamberg, das im Ort ebenfalls begütert war. Das blaue Messer ist das Attribut des heiligen Bartholomäus, des Patrons der Buttenheimer Kirche. |

### Gemeindepartnerschaften
- Okrouhlá (Tschechien), seit 2008
- Ronzo-Chienis (Italien), seit 2009

## Kultur und Sehenswürdigkeiten

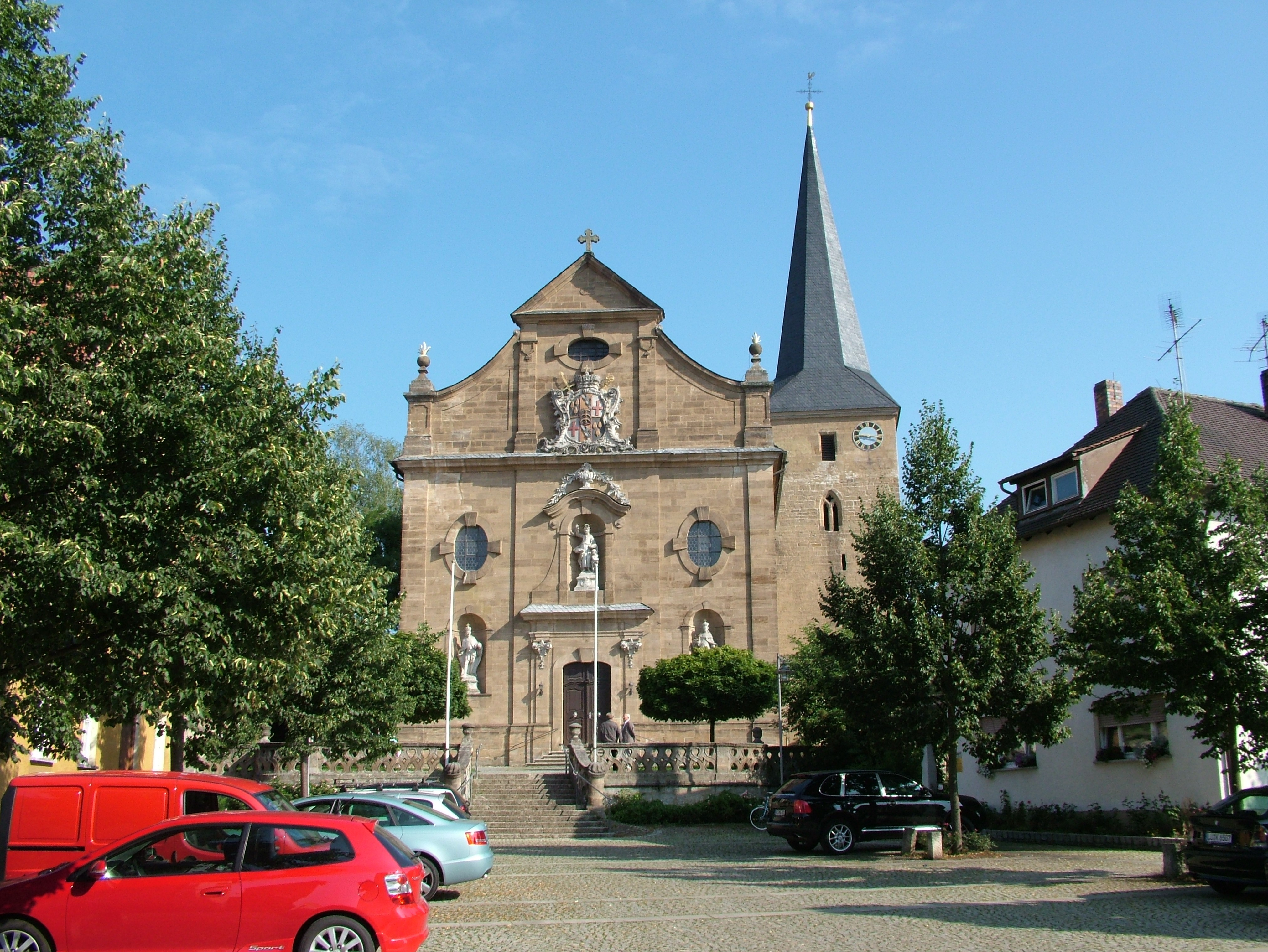
Pfarrkirche St. Bartholomäus in Buttenheim

### Pfarrkirche in Buttenheim
Die Pfarrkirche St. Bartholomäus in Buttenheim gehörte wahrscheinlich zu den vierzehn Slawenkirchen, die auf Befehl Kaiser Karls des Großen vom Würzburger Bischof im Radenzgau errichtet wurden.

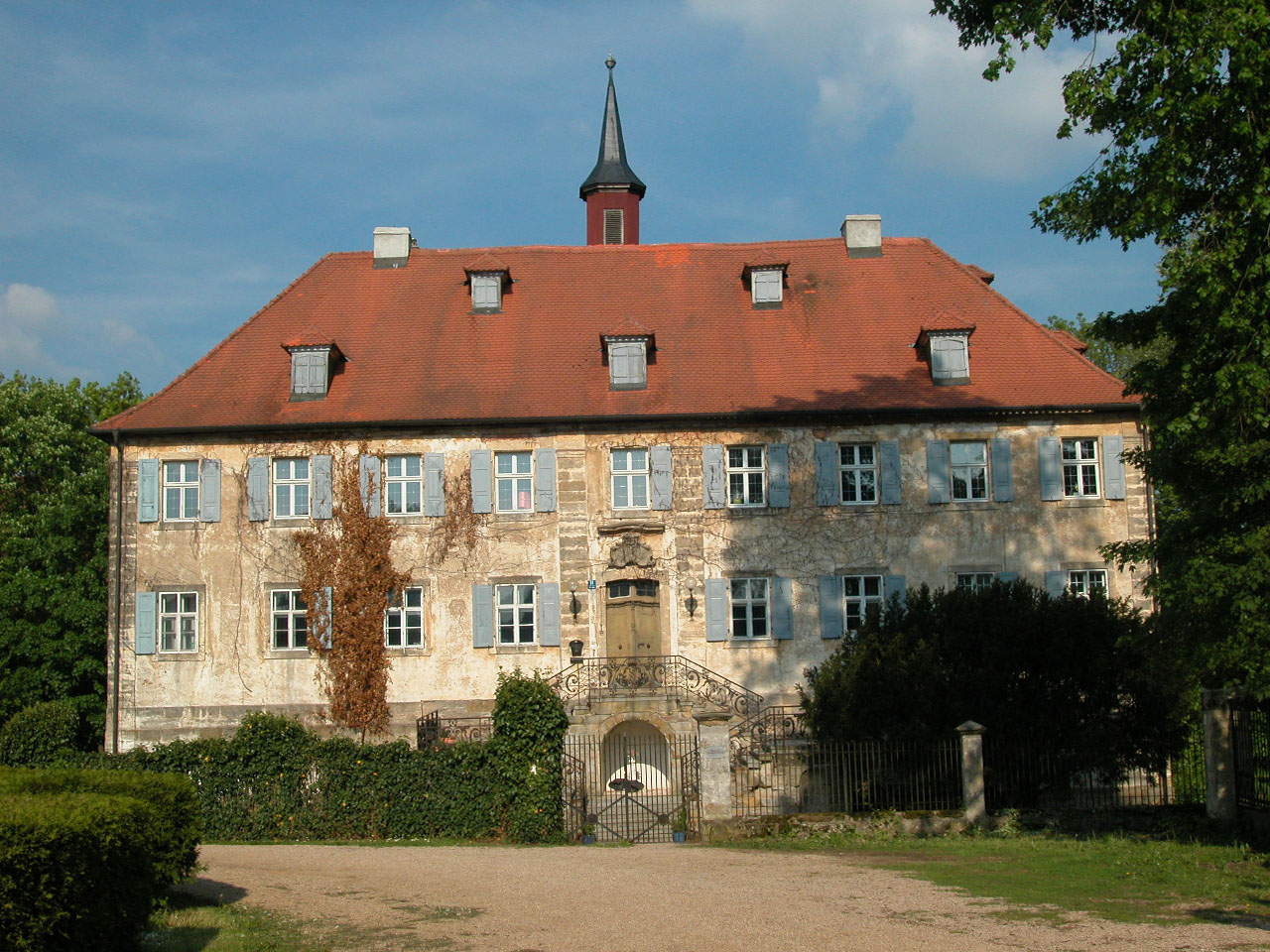
Schloss Buttenheim

### Schloss Buttenheim
Im Ort befanden sich ursprünglich zwei Schlösser, das Obere Schloss, auch Deichselburg genannt, und das Untere Schloss. Das Obere Schloss wurde im Jahre 1525 im Bauernkrieg ein Raub der Flammen und nicht wieder aufgebaut. Bei dem erhaltenen und heute allgemein als Schloss Buttenheim bezeichneten Schloss handelt es sich um das sogenannte Untere Schloss. Vorgängerbauten brannten mehrmals nieder. Die heute noch existierende Schlosskapelle wurde im Jahr 1741 erbaut. Das an die Kapelle angebaute barocke Schloss stammt aus dem Jahr 1774.

### Kuratie-Kirche in Gunzendorf
Von der barocken Kuratie-Kirche St. Nikolaus in Gunzendorf startet der Georgiritt zum Senftenberg. Nach dem heutigen Ortsteil Gunzendorf war das lokale Adelsgeschlecht der Ochs von Gunzendorf benannt.

### Senftenberg mit der St. Georgskapelle
Die barocke Wallfahrtskapelle St. Georg auf dem Senftenberg ist das Ziel des Georgiritts.

### Frankendorf
Das Fachwerkdorf Frankendorf wurde 1981 Bundessieger beim Wettbewerb Unser Dorf soll schöner werden. Die Landkreis-Bewertungsjury kam 1980 zu folgendem Ergebnis:
„Das nahezu geschlossen erhaltene Fachwerkensemble mit seinen 31 unter Denkmalschutz stehenden erdgeschossigen Bauernhäusern sucht in Oberfranken seinesgleichen.“
Weiter heißt es:
„Gemeinschaftsgeist und Opferbereitschaft der Bürger waren schon immer für den Landkreis beispielhaft.“
Zur Landschaft stellte man fest:
„Obstgärten grünen den Ort beispielhaft ein, das Tal ist mit Baumgruppen durchsetzt. Der Übergang zur freien Landschaft ist fließend.“

### Museen

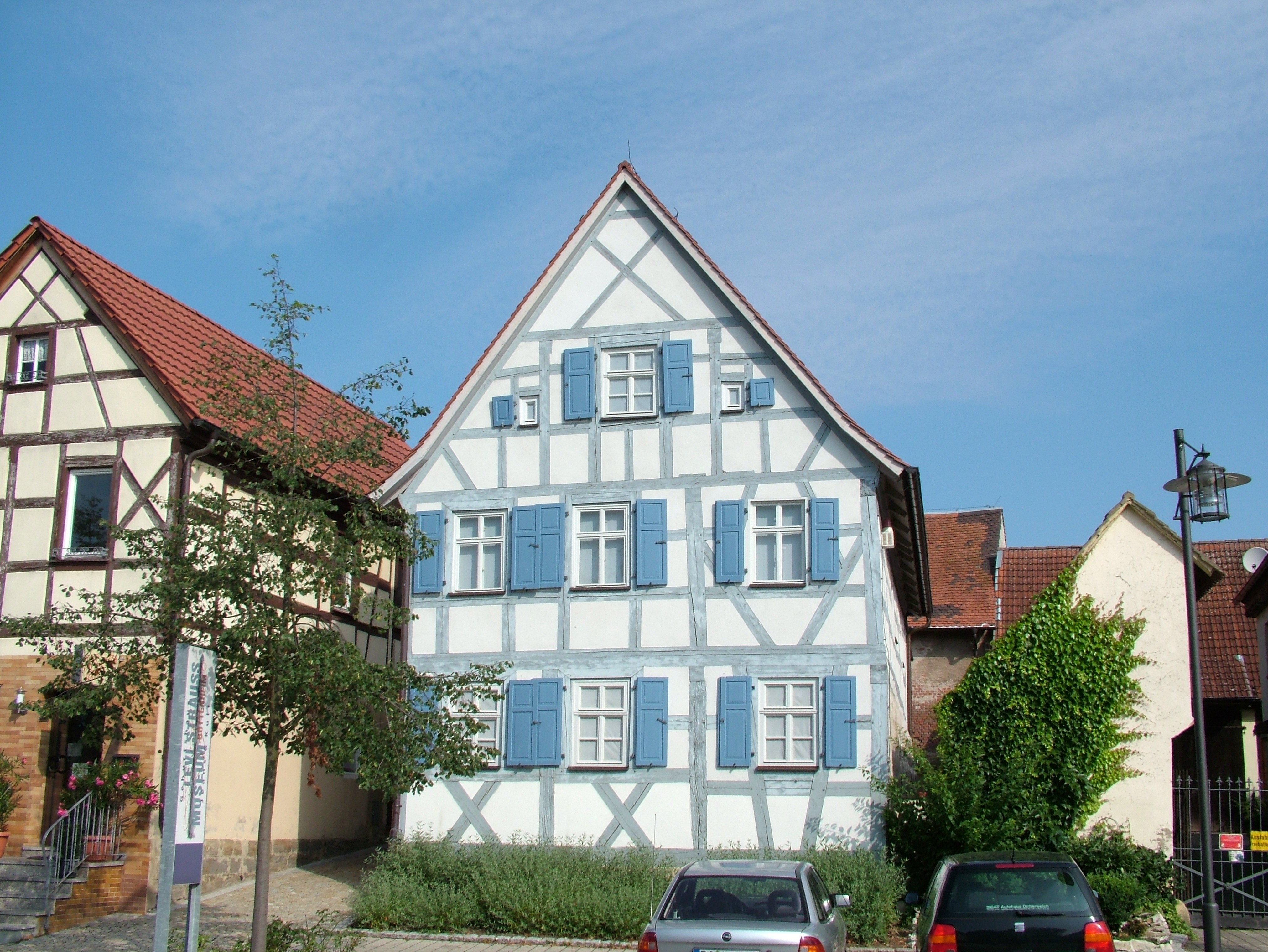
Levi-Strauss-Museum

- Das Kleine Haus der Kunst zeigt Malereien, Grafiken, Skulpturen und Photographien osteuropäischer Künstler.
- In dem im Geburtshaus von Levi Strauss untergebrachten Levi-Strauss-Museum wird u. a. das Leben von Levi Strauss und die Geschichte der Jeans dargestellt.

### Regelmäßige Veranstaltungen
Der traditionsreiche Georgiritt findet um den 23. April, den Georgstag statt und führt von Gunzendorf auf den Senftenberg.

## Wirtschaft und Infrastruktur

### Wirtschaft einschließlich Land- und Forstwirtschaft
Es gab 1998 nach der amtlichen Statistik im produzierenden Gewerbe 334 und im Bereich Handel und Verkehr 267 sozialversicherungspflichtig Beschäftigte am Arbeitsort. In sonstigen Wirtschaftsbereichen waren am Arbeitsort 104 Personen sozialversicherungspflichtig beschäftigt. Sozialversicherungspflichtig Beschäftigte am Wohnort gab es insgesamt 1139. Im verarbeitenden Gewerbe gab es keine, im Bauhauptgewerbe drei Betriebe. Zudem bestanden im Jahr 1999 75 landwirtschaftliche Betriebe mit einer landwirtschaftlich genutzten Fläche von 1661 Hektar, davon waren 1226 Hektar Ackerfläche und 429 Hektar Dauergrünfläche.

### Brauereien

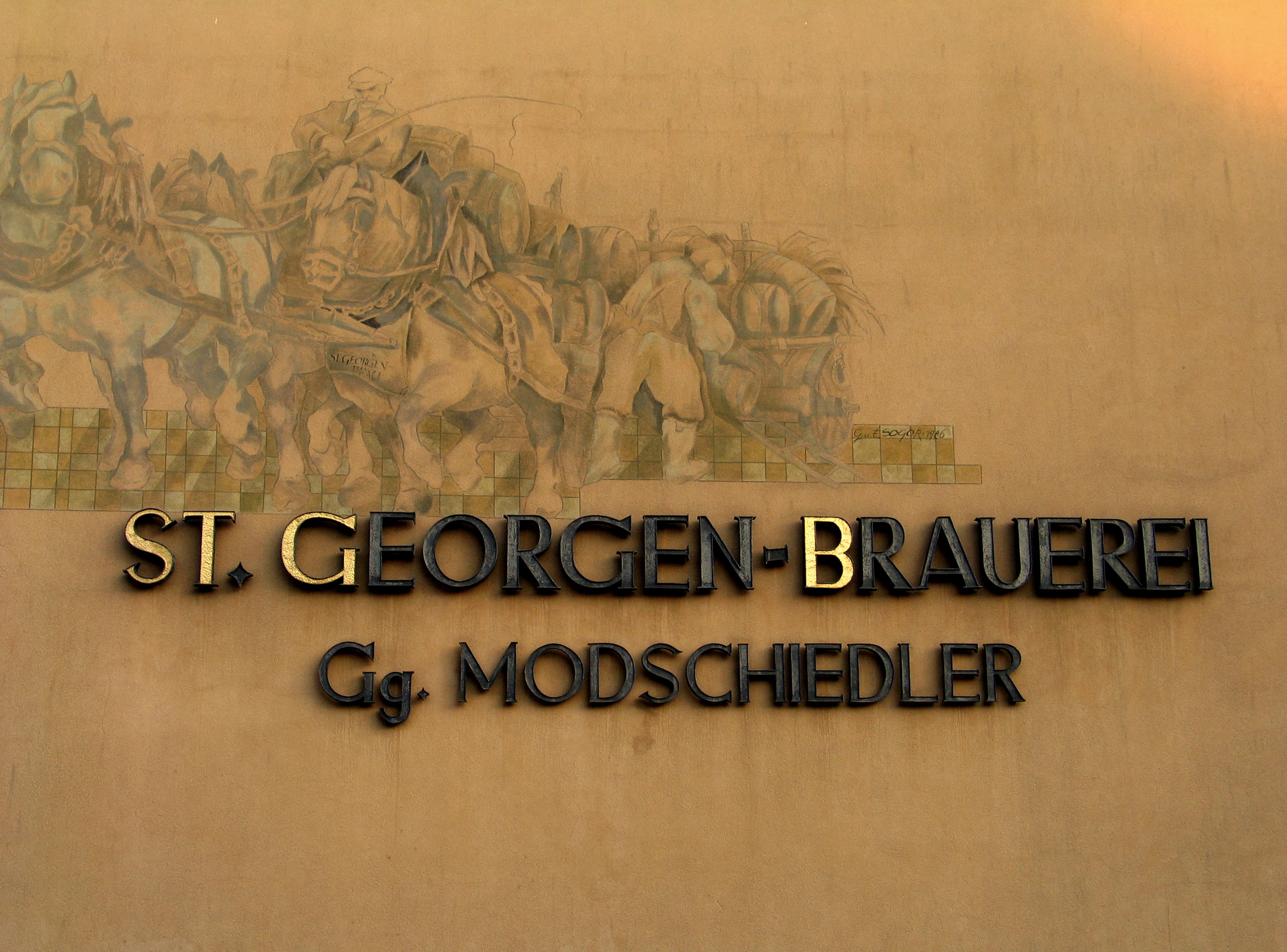
Fassadendetail am Gebäude der Brauerei St. Georgen

In Buttenheim gibt es derzeit zwei Brauereien, die St. Georgen-Bräu und die Löwenbräu, außerdem besteht in Dreuschendorf die Brauerei Meusel. Die Brauerei Sauer im Gemeindeteil Gunzendorf stellte den Braubetrieb im Jahr 2014 ein, lässt das Bier aber im Lohnbrauverfahren bei der Eschenbacher Privatbrauerei GmbH in Unterfranken brauen.

### Freiwillige Feuerwehren
In den Gemeindeteilen Buttenheim, Dreuschendorf, Frankendorf, Gunzendorf, Ketschendorf, Stackendorf und Tiefenhöchstadt bestehen jeweils eigene Freiwillige Feuerwehren.

### Musikverein
Der Musikverein Buttenheim wurde 1976 gegründet und gestaltet musikalisch das kirchliche und gemeindliche Leben in der Marktgemeinde.

### Verkehr

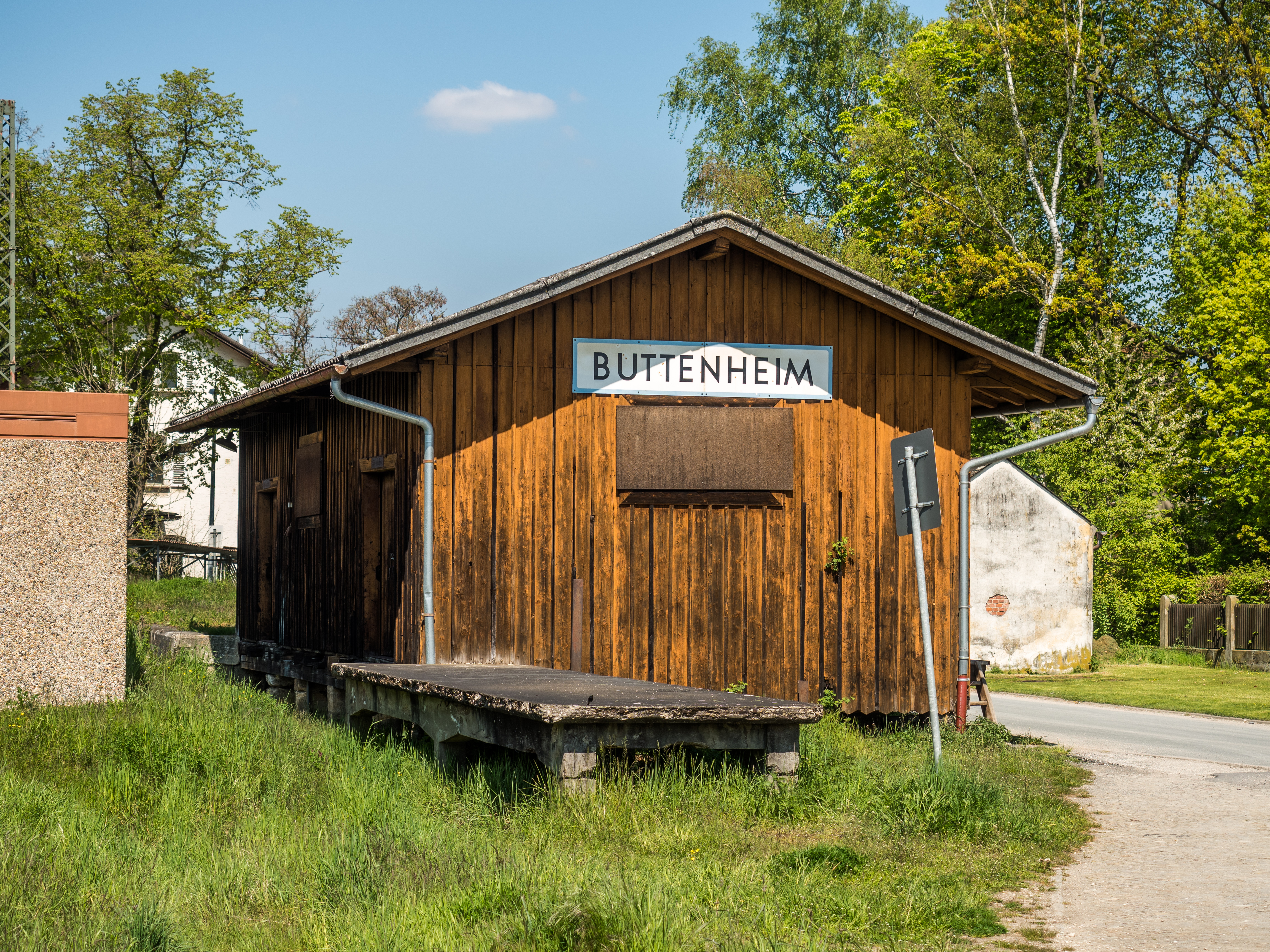
Historischer Gepäckschuppen am Haltepunkt Buttenheim

Buttenheim liegt westlich an der Bundesautobahn 73 (Bamberg-Nürnberg) mit eigener Anschlussstelle (Nr. 26).
Der Haltepunkt Buttenheim (im benachbarten Altendorf gelegen) befindet sich an der Bahnstrecke Nürnberg–Bamberg, die im Gebiet des VGN liegt. Heute (Stand Dezember 2023) halten einmal die Stunde Züge der S-Bahn-Linie 1 sowie unregelmäßig Regionalzüge der Linien RE14 und insbesondere RB26.
Weiter westlich liegt der Main-Donau-Kanal; die nächstgelegenen Nutzungsmöglichkeiten bieten die Häfen Eggolsheim etwas weiter im Süden.

### Telekommunikation
Beim Gemeindeteil Kälberberg steht der 1973 erbaute und 142 Meter hohe Fernmeldeturm der Deutschen Telekom AG.

### Bildung
Es gibt folgende Einrichtungen:
- zwei Kindertagesstätten, „Sternschnuppe“ und „Sonnenblume“[14][15]
- eine Grundschule, die Deichselbach-Schule, mit 13 hauptamtlichen Lehrkräften und 258 Schülern (Stand 2023/24)[16]

## Söhne und Töchter des Marktes
- Friedrich Ferdinand Traugott Heerwagen (1731–1812), evangelischer Theologe und Musikwissenschaftler
- Levi Strauss (1829–1902), deutsch-US-amerikanischer Industrieller, Firmengründer und zusammen mit Jacob Davis Erfinder der Blue Jeans
- Albert Först OCarm (1926–2014), deutscher Geistlicher und Bischof von Dourados (Brasilien)
- Gunda Friedrich (* 1920), deutsche Leichtathletin
- Winfried Gebhardt (* 1954), Soziologe, Kultursoziologe und Hochschullehrer
- Johann Kalb (* 1960), Bürgermeister von 1990 bis 2014 und seit 1. Mai 2014 Landrat des Landkreises Bamberg